# A.J. Cronin
Archibald Joseph Cronin (19/07/1896 – 06/01/1981) là một tiểu thuyết gia, nhà soạn kịch, tác giả truyện người thật việc thật, nhà văn người Scotland. Ông là một trong những người viết truyện nổi tiếng của thế kỷ XX. 

## Tác phẩm
- Các tác phẩm nổi tiếng của ông là: The Stars Look Down, The Citadel (Thành trì), The Keys of the Kingdom và The Green Years (Những năm ảo mộng).
- Tất cả các tác phẩm này đều đã được dựng thành phim. Ông cũng dựng nên nhân vật Dr. Finlay, người hùng của một bộ truyện dùng cho phim nhiều tập của đài phát thanh và truyền hình BBC dưới tên Dr. Finlay's Casebook